# Hans Christian Riegels
Hans Christian Riegels (født 7. februar 1793 i Nordborg på Als, død 9. januar 1861 på Snoghøj) var en dansk officer, forstmand og politiker.

## Karriere
Han blev født i Nordborg på Als, hvor faderen, justitsråd Hans Riegels (1757-1828), en bror til Niels Ditlev Riegels, var husfoged; moderens navn var Henrietta Augusta Drescher (1770-1851). H.C. Riegels betrådte først den militære løbebane, blev sekondløjtnant i infanteriet 1808, premierløjtnant 1810, stabskaptajn 1822, Ridder af Dannebrog 1828, kompagnichef 1829, land- og søkrigskommissær 1835; 1828 fik han karakter af generalkrigskommissær, og fra 1. januar 1845 blev han entlediget med ventepenge som land- og søkrigskommissær.

## Folkelig virksomhed på Snoghøj
1839 købte Riegels Snoghøj, hvor han samme år blev postmester og transportforvalter, og hvorfra han udfoldede en omfattende virksomhed til træplantningens og havedyrkningens fremme, samtidig med at han skrev om skolevæsen og folkeoplysning. 1843 stiftede han «Haveselskabet for Jylland, Fyn og Hertugdømmet Slesvig». I den følgende tid håbede han ved Christian VIII's hjælp at komme i spidsen for beplantningen af Jyllands heder og klitter, men i marts 1848 udnævntes han til kammerherre, Dannebrogsmand og kommandant på Als, kort efter til oberst og civilguvernør over øen. 1850 fratrådte han denne stilling; 1852-53 repræsenterede han Ribe Amts 4. kreds (Bækkekredsen) i Folketinget. Samtidig gjorde han for statens regning forsøg med træplantning i heder og, fra 1853, i klitter, og da sidstnævnte virksomhed ved lov af 29. december 1857 blev udvidet, kom han i spidsen for den; året forud var han udnævnt til Kommandør af Dannebrog. Riegels døde imidlertid allerede 9. januar 1861 på Snoghøj og nåede således kun at indlede den nyere tids omfattende klitplantning.

## Vurdering
Hans arbejde bedømmes højst forskelligt; sikkert er det, at han var en dygtig planteskoledyrker, og at han ved sin livlige agitation vakte interesse i vide kredse for plantning i klitter og på andre øde jorder, ligesom der kan anføres meget til undskyldning for, at en stor del af hans, ganske vist ofte noget besynderlige, forsøg mislykkedes.
Riegels ægtede 10. december 1824 Frederiche Christiane von Heinen (26. februar 1803 i Odense – 28. november 1887 i København), en datter af kammerherre Albrecht Christopher von Heinen til Hollufgård og Fraugdegård.
Han er begravet i Fredericia. Riegels er gengivet i to litografier.